# Daily NK

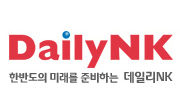

Die Daily NK ist eine Internetzeitung mit Sitz in Seoul, Südkorea. Sie wurde im Dezember 2004 von Han Ki-hong gegründet. Neben dem Internetauftritt in koreanischer Sprache hat sie auch Präsenzen auf Englisch, Chinesisch und Japanisch. Die Internetzeitung befasst sich thematisch überwiegend mit Nordkorea und beschäftigt insbesondere nordkoreanische Überläufer und Flüchtlinge, die auch unter Pseudonym schreiben und noch Kontakte nach Nordkorea unterhalten. Es gibt 15 feste Mitarbeiter (Stand 2010). Die Internetzeitung finanziert sich aus Spenden, beispielsweise von der Stiftung National Endowment for Democracy des US-Kongresses.